# Mighty Media
Mighty Media Co., Ltd. (マイティメディア?   en chino: 曼迪傳播有限公司) es una marca autorizada en Taiwán, para ser una compañía emisora y organismo de animación.

## Historia
- 1 de abril de 1991: Fue fundada por ASTAR Production Co., Ltd..
- 1 de julio de 1999: Inicio de la propagación de la difusión, como agente principal al alcance de las series de anime japonés con Tokusatsu y otras obras.
- 17 de junio de 2014: Primero se extendió, obteniendo su primer canal de televisión, llamado Mighty Japón y Taiwán, con un lanzamiento de 95 canales en CHT MOD, y una calidad en de alta definición en los canales japoneses integrados.

## Organización
Taiwán
Mighty Media Co., Ltd.
Hong Kong
Mighty Brands Co., Ltd.
Asia
Mighty Delta Investments Limited

## Series de anime

### Animación japonesa
- Another
- Beck
- Devil Kings
- Canaan
- I''s
- Gosick
- K
- Special A
- To Heart
- Toradora!
- Yuyushiki
- AKB0048
- Free!
- Kure-nai
- Mai-HiME
- Mai-Otome
- Bakugan Battle Brawlers
- Futakoi
- Tsukuyomi: Moon Phase
- Suzuka
- Ranma ½
- Tegami Bachi
- Angel Heart
- Hikaru no Go
- InuYasha
- Bakegyamon
- Naruto
- Naruto: Shippuden
- Pokémon
- Sonic X
- Kirarin Revolution
- Eureka Seven
- MÄR
- Pani Poni Dash!
- Ring ni Kakero
- Akagi
- Windy Tales
- Glass Mask
- Yū Yū Hakusho
- Tenchi Muyō!
- Papuwa
- Great Teacher Onizuka
- Shura no Mon
- Whistle!
- Sister Princess
- S-cry-ed
- Go! Anpanman
- Aishiteruze Baby
- Di Gi Charat
- Beyblade
- The Legend of Condor Hero
- Shugo Chara!
- Buzzer Beater
- Over Drive
- Koihime Musō
- Gokujō!! Mecha Mote Iinchō
- Shinkyoku Sōkai Polyphonica
- Sōten no Ken
- Kodomo no Omocha
- Cross Game
- White Album
- Pluster World
- Miracle Train: ōedo-sen e Yōkoso
- Higashi no Eden
- Kiddy Girl-and
- Uchū Kyōdai
- Kochira Katsushika-ku Kameari Kōen Mae Hashutsujo
- Spice and Wolf
- Death Note
- Shakugan no Shana
- Kyō Kara Maō!
- Major
- Futari wa Pretty Cure
- Futari wa Pretty Cure Splash Star
- Suite Pretty Cure ♪
- Honey and Clover
- Eyeshield 21
- Onmyou Taisenki
- La Ley de Ueki
- Gakuen Alice
- Meine Liebe
- Zoids: Fuzors
- Master Keaton
- Mahoraba - Heartful Days
- Bokura ga Ita
- Midori no Hibi
- Chibi Maruko-chan
- Melody of Oblivion
- A Little Snow Fairy Sugar
- Shrine of the Morning Mist
- Ground Defense Force! Mao-chan
- Narue no Sekai
- Tokyo Pig
- Ask Dr. Rin!
- Pandora Hearts
- Yumeiro Patissiere
- Hombre par
- Kiteretsu
- Azumanga Daioh
- School Rumble
- Wagamama Fairy Mirmo de Pon!
- Magical Canan
- Someday's Dreamers
- Gunparade March
- Saki
- Nijū Mensō no Musume
- Emma
- Sasami: Magical Girls Club
- Saiyuki
- Akaneiro ni Somaru Saka
- Maid Sama!
- Denpa Onna to Seishun Otoko
- Wagaya no oinari-sama
- Nogizaka Haruka no Himitsu
- Beyblade: Metal Fusion
- El Puño de la Estrella del Norte
- Hakuōki
- Ōkiku Furikabutte
- Yakushiji Ryōko no Kaiki Jikenbo

## Saga especial
- Kamen Rider Blade
- Kamen Rider 555
- Kamen Rider Ryūki
- Kamen Rider Hibiki
- Kamen Rider Kabuto
- Kamen Rider Den-O
- Kamen Rider Kiva

## Películas japonesas
- 69
- Larus crassirostris
- Honey and Clover
- Tekkonkinkreet
- GeGeGe no Kitarō
- Always Sanchōme no Yūhi
- Piano no Mori
- El verano de Coo
- Summer Wars
- Hoshi wo Ou Kodomo
- El jardín de las palabras